# أنتوني موديست
أنتوني موديست (مواليد 30 أغسطس 1975) لاعب كرة قدم دولي من غرينادا يجيد اللعب في خط الدفاع. يلعب حاليا لصالح نادي بورتمور يونايتد الجامايكي منذ عام 2002 .

## روابط خارجية
- أنتوني موديست على موقع قاعدة بيانات كرة القدم.إي يو (الإنجليزية)
- أنتوني موديست على موقع ناشيونال فوتبول تيمز (الإنجليزية)
- أنتوني موديست على موقع Soccerway.com (الإنجليزية)